# Mick Bennett
Mick Bennett, właśc. Michael John Bennett (ur. 8 czerwca 1949 w Birmingham) – brytyjski kolarz torowy i szosowy, dwukrotny medalista olimpijski oraz brązowy medalista torowych mistrzostw świata.

## Kariera
Pierwszy sukces Mick Bennett osiągnął w 1972 roku, kiedy wspólnie z Ianem Hallamem, Ronem Keeble i Williamem Moore’em zdobył brązowy medal w drużynowym wyścigu na dochodzenie podczas igrzysk olimpijskich w Monachium. Rok później, podczas mistrzostw świata w San Sebastián razem z Hallamem, Moore’em i Richardem Evansem zajął drugie miejsce, a na igrzyskach olimpijskich w Montrealu w 1976 roku, gdzie partnerowali mu Ian Banbury, Robin Croker oraz Ian Hallam, ponownie był trzeci. W tej samej konkurenci Brytyjczycy z Bennettem w składzie zwyciężyli podczas igrzysk Brytyjskiej Wspólnoty Narodów w Christchurch w 1974 roku. Startował także w wyścigach szosowych, zwyciężając między innymi w klasyfikacji generalnej Hirwaum-Aberdare w 1979 roku oraz kryterium w Huddersfield w 1977 roku i Wolverhampton w 1981 roku.